# 樟叶巴戟
樟叶巴戟（学名：Morinda cinnamomifoliata）为茜草科巴戟天属下的一个种。

## 扩展阅读
- 維基物種上的相關：樟叶巴戟